# Monochamus subfasciatus
Monochamus subfasciatus es una especie de escarabajo longicornio del género Monochamus, familia Cerambycidae. Fue descrita científicamente por Bates en 1873.
Esta especie se encuentra en Japón.

## Subespecies
- Monochamus subfasciatus kumageinsularis Hayashi, 1962
- Monochamus subfasciatus meridianus Hayashi, 1955
- Monochamus subfasciatus shikokuensis Breuning, 1956
- Monochamus subfasciatus subfasciatus (Bates, 1873)